# Althepus indistinctus
Espèce
Althepus indistinctus est une espèce d'araignées aranéomorphes de la famille des Psilodercidae.

## Distribution
Cette espèce est endémique du Kalimantan en Indonésie,. Elle se rencontre vers Balikpapan.

## Description
La carapace de la femelle holotype mesure 1,3 mm de long sur 1,2 mm et l'abdomen 1,9 mm de long.

## Publication originale
- Deeleman-Reinhold, 1995 : The Ochyroceratidae of the Indo-Pacific region (Araneae). The Raffles Bulletin of Zoology Supplement, no 2, p. 1-103 (texte intégral).